# Allan Schwartzberg
Allan Schwartzberg (28 de diciembre de 1942) es un baterista y productor discográfico estadounidense. En sus comienzos fue miembro de las bandas Mountain y The Group with No Name. A partir de entonces empezó a desempeñarse como músico de sesión, grabando muchos álbumes con artistas y bandas reconocidas en los años 1970. Tocó en éxitos como "Never Can Say Goodbye" de Gloria Gaynor y "Solsbury Hill" de Peter Gabriel. También ha colaborado con artistas y bandas como John Lennon, James Brown, Jimi Hendrix, Alice Cooper, Kiss, Roxy Music, Rod Stewart, Robert Palmer, Roberta Flack, Harry Chapin, Barbra Streisand, Deodato y Roger Daltrey.

## Discografía seleccionada
- 1974 - Reality - James Brown
- 1974 - Twin Peaks - Mountain
- 1974 - Veedon Fleece - Van Morrison
- 1975 - Crash Landing - Jimi Hendrix
- 1975 - Never Can Say Goodbye - Gloria Gaynor
- 1976 - Alice Cooper Goes to Hell - Alice Cooper
- 1977 - Peter Gabriel - Peter Gabriel
- 1977 - Lace and Whiskey - Alice Cooper
- 1977 - Blue Lights in the Basement - Roberta Flack
- 1978 - Songbird - Barbra Streisand
- 1978 - Gene Simmons - Gene Simmons
- 1978 - Peter Criss - Peter Criss
- 1978 - Double Fun - Robert Palmer
- 1979 - Platinum - Mike Oldfield
- 1979 - Live and Sleazy - Village People
- 1980 - Flesh and Blood - Roxy Music
- 1981 - Music from "The Elder" - Kiss
- 1982 - It's Alright (I See Rainbows) - Yoko Ono
- 1984 - Parting Should Be Painless - Roger Daltrey
- 1984 - Milk and Honey - John Lennon y Yoko Ono
- 1991 - Help Yourself - Julian Lennon